# اوري دياس فاوستينو
اوري دياس فاوستينو (بالبرتغالية: Auri Dias Faustino‏) (17 نوفمبر 1973 في البرازيل - ) هو لاعب كرة قدم برازيلي في مركز الدفاع. لعب مع فيتوريا دي غيماريش ونادي جل فيسنتي ونادي فيتوريا سيتوبال ونادي كوريتيبا ونافال ونادي كوفيليا ونادي تشافيس.

## روابط خارجية
- اوري دياس فاوستينو على موقع قاعدة بيانات كرة القدم.إي يو (الإنجليزية)
- اوري دياس فاوستينو على موقع عالم كرة القدم.نت (الإنجليزية)